# Pfarrhaus Atterwasch

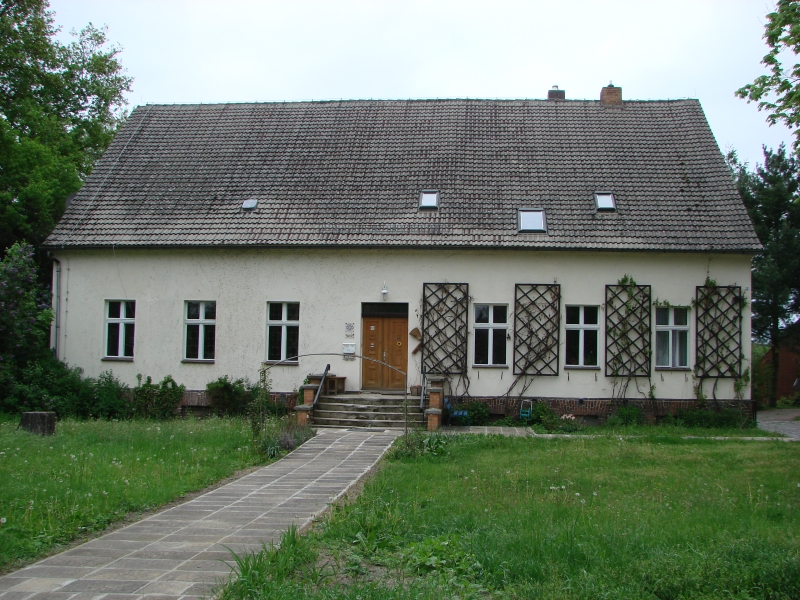
Das Pfarrhaus Atterwasch vor der Renovierung (2012)

Das Pfarrhaus Atterwasch ist das Pfarrhaus im Ortsteil Atterwasch der Gemeinde Schenkendöbern im Landkreis Spree-Neiße in Brandenburg. Es steht im Ortszentrum an der Landesstraße 46, westlich direkt neben der Dorfkirche Atterwasch. Das Pfarrhaus steht unter Denkmalschutz.

## Architektur und Geschichte
Ein erstes Pfarrhaus erhielt Atterwasch im Jahr 1713, dieses Bauwerk wurde 1857 meistbietend versteigert und danach abgerissen. Das heute Gebäude wurde im Jahr 1880 gebaut. Es ist ein verputzter Massivbau aus Ziegelmauerwerk, der Sockel ist teilweise mit Feldsteinen gebaut. Das eingeschossige Pfarrhaus hat sieben Achsen und ein Satteldach. Der Keller stammt noch vom Vorgängerbau. Eine ursprüngliche klassizistische Fassadengliederung ist bei späteren Sanierungsmaßnahmen verloren gegangen. In der Mitte der zur Straße ausgerichteten Gebäudeseite befindet sich der Haupteingang, der über eine fünfstufige Freitreppe erreichbar ist. Rechts neben dem Eingang sind zwischen den Fenstern Holzspaliere angebracht.
Im Inneren des Pfarrhauses befindet sich in einem der hinteren Räume ein Brunnen, der mit handgestrichenen klosterformatigen Ziegeln gefasst ist. Die Räume sind als Enfilade angeordnet; die Innentüren mit Schlössern und Beschlägen sind noch aus der Bauzeit erhalten. Der Dachstuhl ist als stehender Stuhl ausgeführt.

## Solaranlage

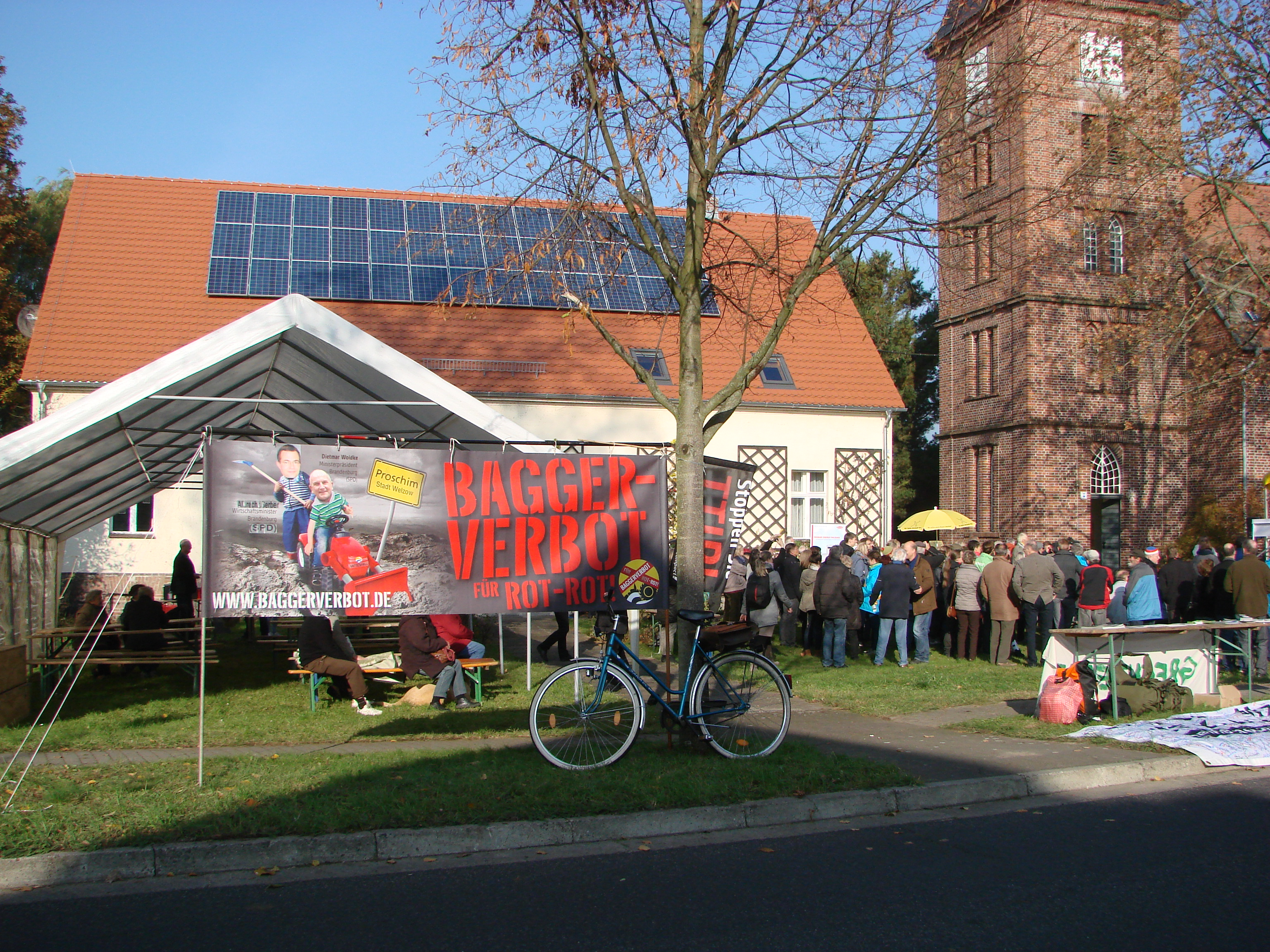
Das Atterwascher Pfarrhaus mit neu eingedecktem Dach und Solaranlage bei einer Protestaktion gegen die geplante Devastierung Atterwaschs im Oktober 2015

Im Jahr 2012 planten die zuständige Kirchengemeinde Region Guben und die Solargenossenschaft Lausitz im Zuge einer Sanierung des Dachs die Installation einer Solaranlage auf dem Dach, die für das Pfarrhaus und die Dorfkirche Strom  produzieren sollte. Gleichzeitig sollte damit ein Zeichen gegen die von Vattenfall geplante Devastierung von Atterwasch durch den Braunkohletagebau Jänschwalde gesetzt werden. Im Dezember 2012 verweigerte die Untere Denkmalschutzbehörde des Landkreises Spree-Neiße die Genehmigung zur Installation der Anlage auf dem Dach, da diese das Erscheinungsbild des Denkmalensembles beeinträchtige.
Obwohl keine Genehmigung vorlag, montierten Mitglieder der Kirchengemeinde im Herbst 2013 dennoch eine Solaranlage auf dem Dach. Ende Mai 2016 wurde die Anlage auf Anweisung der Denkmalschutzbehörde wieder abgebaut. Vor dem Hintergrund, das der Ort Atterwasch und damit auch das Pfarrhaus nach den damaligen Planungen im Jahr 2035 für den Tagebau Jänschwalde abgebaggert werden sollte, erhielt das Pfarrhaus kurzzeitig überregionale mediale Aufmerksamkeit, unter anderem wurde dies in einem Beitrag des Satiremagazins Extra 3 thematisiert.